# Alex Bruce
Ne doit pas être confondu avec Alex Bruce (footballeur écossais).
Alex Stephen Bruce est un footballeur international nord-irlandais évoluant au poste de défenseur central reconverti entraîneur. Il est né à Norwich le 28 septembre 1984.
Il est le fils de Steve Bruce, footballeur et entraîneur anglais.

## Biographie
Formé à Blackburn Rovers, il ne réussit pas à s'imposer avec l'équipe première et signe en 2005 à Birmingham City où il ne restera qu'une année, après avoir enchainé les prêts dans différents clubs. Et c'est en 2006, dans le club d'Ipswich Town, que Bruce trouve enfin une situation stable. Néanmoins, au cours de la saison 2009-2010, il fut prêté à Leicester City. Et la saison suivante, il s'en va à Leeds United où il reste deux saisons sans jamais vraiment s'imposer.
Ayant rejoint Hull City, il s'y stabilise et participe à plus de 100 matchs en quatre saisons et demi.
Le 31 janvier 2017, il est prêté à Wigan Athletic.
En août 2017, il rejoint Bury, sans contrat.
Le 31 août 2017, il rejoint Wigan Athletic.

## Palmarès
- Wigan Athletic
  - Champion du Football League One (D3) en 2018
- Hull City
  - Finaliste de la FA Cup en 2014.